# Walter Keppel
Walter Egerton George Lucian Keppel (ur. 28 lutego 1882, zm. 14 lipca 1979) – brytyjski arystokrata i wojskowy, najstarszy syn Arnolda Keppela, 8. hrabiego Albemarle i lady Gertrude Egerton, córki 1. hrabiego Egerton of Tatton.

## Życiorys
Wykształcenie odebrał w Eton College w latach 1895-1899. Później wstąpił do Gwardii Szkockiej (Scots Guards), gdzie dosłużył się stopnia porucznika. W 1903 r. otrzymał urząd Sędziego Pokoju. Był adiutantem gubernatora generalnego Kanady, lorda Greya, w latach 1904–1905, wicekróla Indii, lorda Minto, w 1906 r. oraz gubernatora kolonii Orania, Hamiltona Johna Goold-Adamsa. W kolejnych latach został członkiem Zakonu Świętego Jana Jerozolimskiego i otrzymał awans do stopnia majora Gwardii Szkockiej.
Podczas I wojny światowej służył w 20 brygadzie piechoty (20th Infantry Brigade) i w 3 brygadzie Gwardii (3rd Guards Brigade). Został wspomniany w rozkazie dziennym. W 1919 r. został członkiem Rady County London. Został również podpułkownikiem Armii Terytorialnej. W latach 1940–1944 był Wicelordem Namiestnikiem Norfolk. Po śmierci ojca w 1942 r. odziedziczył tytuł hrabiego Albemarle i zasiadł w Izbie Lordów. Od 1943 r. był członkiem Rady Hrabstwa Norfolk.

## Życie prywatne
9 czerwca 1909 r. w kościele św. Małgorzaty w Westminsterze w Londynie, poślubił lady Judith Sydney Myee Wynn-Carington (27 września 1889 – 14 marca 1928), córkę Charlesa Wynn-Caringtona, 1. markiza Lincolnshire, i Cecilii Harbord, córki 5. barona Suffield. Walter i Judith mieli razem trzech synów i dwie córki:
- Cecilia Elizabeth Keppel (ur. 12 kwietnia 1910), żona podpułkownika Davida McKenny, miała dzieci
- Derek William Charles Keppel (18 grudnia 1911 – 8 listopada 1968), wicehrabia Bury
- komandor-porucznik Walter Arnold Crispin Keppel (6 grudnia 1914–1986), ożenił się z Aline Harington, miał dzieci
- Cynthia Rosalie Keppel (ur. 25 czerwca 1918), żona sir Michaela Postana, miała dzieci
- Richard Edward Harry Keppel (3 listopada 1924 – 2 marca 1953)

24 lutego 1931 r. w Kościele Szkockim na Pont Street w Chelsea poślubił Dianę Cicely Grove (ur. 6 sierpnia 1909), córkę majora Johna Grove’a. Walter i Diana mieli razem jedną córkę:
- Anne-Louise Mary Keppel (ur. 17 marca 1932), żona sir Hew Hamilton-Dalrymple’a, 10. baroneta, miała dzieci

Lord Albemarle zmarł w wieku 97 lat. Tytuł hrabiowski odziedziczył jego wnuk Rufus.